# San Agustín Loxicha
San Agustín Loxicha es una localidad del estado mexicano de Oaxaca. Es cabecera del municipio de San Agustín Loxicha.

## Demografía
| Censo | Población |
| ----- | --------- |
| 1900  | 4978      |
| 1910  | 6206      |
| 1921  | 3234      |
| 1930  | 82        |
| 1940  | 271       |
| 1950  | 2869      |
| 1960  | 3871      |
| 1970  | 670       |
| 1980  | 1247      |
| 1990  | 1955      |
| 1995  | 1411      |
| 2000  | 1622      |
| 2005  | 1925      |
| 2010  | 2266      |
| 2020  | 2780      |